# Recopa Sudamericana 2024
La Recopa Sudamericana 2024,  oficialmente Conmebol Recopa Sudamericana 2024, fue la trigésima segunda edición del torneo organizado por la Confederación Sudamericana de Fútbol, que enfrentó a Fluminense, campeón de la Copa Libertadores 2023 contra Liga de Quito, campeón de la Copa Sudamericana 2023.
Se jugó a partidos de ida y vuelta, el 22 de febrero y el 29 de febrero de 2024. El campeón fue Fluminense que logró su primer título en la competición.

## Equipos participantes
|  | Fluminense    |  |  |  | Campeón de la Copa Conmebol Libertadores (2023) |
|  | Liga de Quito |  |  |  | Campeón de la Copa Conmebol Sudamericana (2023) |

## Sedes
| Quito                          | Río de Janeiro                 |
| ------------------------------ | ------------------------------ |
| Estadio Rodrigo Paz Delgado    | Estadio de Maracaná            |
| Capacidad: 41 575 espectadores | Capacidad: 84 738 espectadores |
|                                |                                |

## Resultados
| Bandera de Brasil | vs. | Bandera de Ecuador |
| Fluminense 0 2    | vs. | Liga de Quito 1 0  |

### Partido de ida
| 22 de febrero | Liga de Quito | 1:0 (0:0) | Fluminense | Estadio Rodrigo Paz Delgado, Quito                                          |                                                                             |
| 19:30 (UTC-5) | Arce 90+2'    | Reporte   |            | Asistencia: 30 712 espectadores Árbitro(s): Andrés Rojas VAR: Nicolás Gallo | Asistencia: 30 712 espectadores Árbitro(s): Andrés Rojas VAR: Nicolás Gallo |

| 22         | Guardameta     | Alexander Domínguez |     |
| 14         | Defensa        | José Quintero       |     |
| 4          | Defensa        | Ricardo Adé         |     |
| 3          | Defensa        | Richard Mina        |     |
| 33         | Defensa        | Leonel Quiñónez     |     |
| 18         | Centrocampista | Ezequiel Piovi      |     |
| 5          | Centrocampista | Óscar Zambrano      | 70' |
| 8          | Centrocampista | Luis Estupiñán      | 56' |
| 21         | Centrocampista | Sebastián González  | 77' |
| 26         | Centrocampista | Jhojan Julio        |     |
| 7          | Delantero      | Jan Hurtado         | 70' |
| Entrenador | Entrenador     | Adrián Gabbarini    |     |

| 1          | Guardameta     | Fábio          |     |
| 23         | Defensa        | Guga           |     |
| 29         | Defensa        | Thiago Santos  |     |
| 30         | Defensa        | Felipe Melo    | 56' |
| 12         | Defensa        | Marcelo        | 14' |
| 7          | Centrocampista | André          |     |
| 8          | Centrocampista | Martinelli     |     |
| 10         | Centrocampista | Ganso          | 69' |
| 21         | Delantero      | Jhon Arias     |     |
| 14         | Delantero      | Germán Cano    | 69' |
| 11         | Delantero      | Keno           | 55' |
| Entrenador | Entrenador     | Fernando Diniz |     |

| 19 | Delantero      | Alex Arce          | 56' |
| 11 | Delantero      | Michael Estrada    | 70' |
| 15 | Centrocampista | Gabriel Villamíl   | 70' |
| 9  | Delantero      | Lisandro Alzugaray | 77' |

| 6  | Defensa        | Diogo Barbosa | 14' |
| 90 | Centrocampista | Douglas Costa | 55' |
| 4  | Defensa        | Marlon        | 56' |
| 18 | Delantero      | Lelê          | 69' |
| 45 | Centrocampista | Lima          | 69' |

| Anotado | 90+2' | Alex Arce | 1−0 |

| Amonestado | 47'   | Ezequiel Piovi |
| Amonestado | 90+5' | Alex Arce      |

| Amonestado | 43' | Martinelli |
| Amonestado | 74' | Guga       |

| Árbitro              | Andrés Rojas     |
| Árbitros asistentes  | Alexander Guzmán |
| Árbitros asistentes  | Jhon Gallego     |
| Cuarto árbitro       | Jhon Ospina      |
| Quinto árbitro       | Richard Ortiz    |
| VAR                  | Nicolás Gallo    |
| Adicionales VAR      | Alexander León   |
| Adicionales VAR      | Yadir Acuña      |
| Adicionales VAR      | John Perdomo     |
| Asesor internacional | Manuel Bernal    |
| Quality Mánager      | Gustavo Rossi    |

| 22         | Guardameta     | Alexander Domínguez |     |
| 14         | Defensa        | José Quintero       |     |
| 4          | Defensa        | Ricardo Adé         |     |
| 3          | Defensa        | Richard Mina        |     |
| 33         | Defensa        | Leonel Quiñónez     |     |
| 18         | Centrocampista | Ezequiel Piovi      |     |
| 5          | Centrocampista | Óscar Zambrano      | 70' |
| 8          | Centrocampista | Luis Estupiñán      | 56' |
| 21         | Centrocampista | Sebastián González  | 77' |
| 26         | Centrocampista | Jhojan Julio        |     |
| 7          | Delantero      | Jan Hurtado         | 70' |
| Entrenador | Entrenador     | Adrián Gabbarini    |     |

| 1          | Guardameta     | Fábio          |     |
| 23         | Defensa        | Guga           |     |
| 29         | Defensa        | Thiago Santos  |     |
| 30         | Defensa        | Felipe Melo    | 56' |
| 12         | Defensa        | Marcelo        | 14' |
| 7          | Centrocampista | André          |     |
| 8          | Centrocampista | Martinelli     |     |
| 10         | Centrocampista | Ganso          | 69' |
| 21         | Delantero      | Jhon Arias     |     |
| 14         | Delantero      | Germán Cano    | 69' |
| 11         | Delantero      | Keno           | 55' |
| Entrenador | Entrenador     | Fernando Diniz |     |

| 19 | Delantero      | Alex Arce          | 56' |
| 11 | Delantero      | Michael Estrada    | 70' |
| 15 | Centrocampista | Gabriel Villamíl   | 70' |
| 9  | Delantero      | Lisandro Alzugaray | 77' |

| 6  | Defensa        | Diogo Barbosa | 14' |
| 90 | Centrocampista | Douglas Costa | 55' |
| 4  | Defensa        | Marlon        | 56' |
| 18 | Delantero      | Lelê          | 69' |
| 45 | Centrocampista | Lima          | 69' |

| Anotado | 90+2' | Alex Arce | 1−0 |

| Amonestado | 47'   | Ezequiel Piovi |
| Amonestado | 90+5' | Alex Arce      |

| Amonestado | 43' | Martinelli |
| Amonestado | 74' | Guga       |

| Árbitro              | Andrés Rojas     |
| Árbitros asistentes  | Alexander Guzmán |
| Árbitros asistentes  | Jhon Gallego     |
| Cuarto árbitro       | Jhon Ospina      |
| Quinto árbitro       | Richard Ortiz    |
| VAR                  | Nicolás Gallo    |
| Adicionales VAR      | Alexander León   |
| Adicionales VAR      | Yadir Acuña      |
| Adicionales VAR      | John Perdomo     |
| Asesor internacional | Manuel Bernal    |
| Quality Mánager      | Gustavo Rossi    |

### Partido de vuelta
| 29 de febrero | Fluminense            | 2:0 (0:0) (Global 2:1) | Liga de Quito | Estadio de Maracaná, Río de Janeiro                                           |                                                                               |
| 21:30 (UTC-3) | Arias 76', 90' (pen.) | Reporte                |               | Asistencia: 61 217 espectadores Árbitro(s): Facundo Tello VAR: Mauro Vigliano | Asistencia: 61 217 espectadores Árbitro(s): Facundo Tello VAR: Mauro Vigliano |

| 1          | Guardameta     | Fábio          |     |
| 2          | Defensa        | Samuel Xavier  | 85' |
| 29         | Defensa        | Thiago Santos  |     |
| 30         | Defensa        | Felipe Melo    | 46' |
| 6          | Defensa        | Diogo Barbosa  | 67' |
| 7          | Centrocampista | André          |     |
| 8          | Centrocampista | Martinelli     |     |
| 10         | Centrocampista | Ganso          | 67' |
| 21         | Delantero      | Jhon Arias     |     |
| 14         | Delantero      | Germán Cano    |     |
| 11         | Delantero      | Keno           | 66' |
| Entrenador | Entrenador     | Fernando Diniz |     |

| 22         | Guardameta     | Alexander Domínguez |       |
| 14         | Defensa        | José Quintero       |       |
| 4          | Defensa        | Ricardo Adé         |       |
| 3          | Defensa        | Richard Mina        |       |
| 33         | Defensa        | Leonel Quiñónez     |       |
| 5          | Centrocampista | Óscar Zambrano      | 90+1' |
| 21         | Centrocampista | Sebastián González  | 82'   |
| 25         | Centrocampista | Jefferson Valverde  | 90+1' |
| 18         | Centrocampista | Ezequiel Piovi      |       |
| 8          | Centrocampista | Luis Estupiñán      | 72'   |
| 7          | Delantero      | Jan Hurtado         | 71'   |
| Entrenador | Entrenador     | Adrián Gabbarini    |       |

| 9  | Delantero      | John Kennedy   | 46' |
| 90 | Centrocampista | Douglas Costa  | 66' |
| 12 | Defensa        | Marcelo        | 67' |
| 20 | Centrocampista | Renato Augusto | 67' |
| 23 | Defensa        | Guga           | 85' |

| 19 | Delantero      | Alex Arce          | 71'   |
| 26 | Centrocampista | Jhojan Julio       | 72'   |
| 9  | Delantero      | Lisandro Alzugaray | 82'   |
| 15 | Centrocampista | Gabriel Villamíl   | 90+1' |
| 11 | Delantero      | Michael Estrada    | 90+1' |

| Anotado         | 76' | Jhon Arias | 1−0 |
| Anotado · Penal | 90' | Jhon Arias | 2−0 |

| Amonestado | 78'   | Thiago Santos |
| Amonestado | 90+4' | Germán Cano   |

| Amonestado | 67' | José Quintero |
| Amonestado | 78' | Jhojan Julio  |

| Expulsado | 79'   | John Kennedy  |
| Expulsado | 90+3' | Diogo Barbosa |

| Árbitro              | Facundo Tello         |
| Árbitros asistentes  | Ezequiel Brailovsky   |
| Árbitros asistentes  | Gabriel Chade         |
| Cuarto árbitro       | Darío Herrera         |
| Quinto árbitro       | Maximiliano del Yesso |
| VAR                  | Mauro Vigliano        |
| Adicionales VAR      | Cristian Navarro      |
| Adicionales VAR      | Hernán Mastrángelo    |
| Adicionales VAR      | Héctor Paletta        |
| Asesor internacional | Ángel Sánchez         |
| Quality Mánager      | Patricio Polic        |

| 1          | Guardameta     | Fábio          |     |
| 2          | Defensa        | Samuel Xavier  | 85' |
| 29         | Defensa        | Thiago Santos  |     |
| 30         | Defensa        | Felipe Melo    | 46' |
| 6          | Defensa        | Diogo Barbosa  | 67' |
| 7          | Centrocampista | André          |     |
| 8          | Centrocampista | Martinelli     |     |
| 10         | Centrocampista | Ganso          | 67' |
| 21         | Delantero      | Jhon Arias     |     |
| 14         | Delantero      | Germán Cano    |     |
| 11         | Delantero      | Keno           | 66' |
| Entrenador | Entrenador     | Fernando Diniz |     |

| 22         | Guardameta     | Alexander Domínguez |       |
| 14         | Defensa        | José Quintero       |       |
| 4          | Defensa        | Ricardo Adé         |       |
| 3          | Defensa        | Richard Mina        |       |
| 33         | Defensa        | Leonel Quiñónez     |       |
| 5          | Centrocampista | Óscar Zambrano      | 90+1' |
| 21         | Centrocampista | Sebastián González  | 82'   |
| 25         | Centrocampista | Jefferson Valverde  | 90+1' |
| 18         | Centrocampista | Ezequiel Piovi      |       |
| 8          | Centrocampista | Luis Estupiñán      | 72'   |
| 7          | Delantero      | Jan Hurtado         | 71'   |
| Entrenador | Entrenador     | Adrián Gabbarini    |       |

| 9  | Delantero      | John Kennedy   | 46' |
| 90 | Centrocampista | Douglas Costa  | 66' |
| 12 | Defensa        | Marcelo        | 67' |
| 20 | Centrocampista | Renato Augusto | 67' |
| 23 | Defensa        | Guga           | 85' |

| 19 | Delantero      | Alex Arce          | 71'   |
| 26 | Centrocampista | Jhojan Julio       | 72'   |
| 9  | Delantero      | Lisandro Alzugaray | 82'   |
| 15 | Centrocampista | Gabriel Villamíl   | 90+1' |
| 11 | Delantero      | Michael Estrada    | 90+1' |

| Anotado         | 76' | Jhon Arias | 1−0 |
| Anotado · Penal | 90' | Jhon Arias | 2−0 |

| Amonestado | 78'   | Thiago Santos |
| Amonestado | 90+4' | Germán Cano   |

| Amonestado | 67' | José Quintero |
| Amonestado | 78' | Jhojan Julio  |

| Expulsado | 79'   | John Kennedy  |
| Expulsado | 90+3' | Diogo Barbosa |

| Árbitro              | Facundo Tello         |
| Árbitros asistentes  | Ezequiel Brailovsky   |
| Árbitros asistentes  | Gabriel Chade         |
| Cuarto árbitro       | Darío Herrera         |
| Quinto árbitro       | Maximiliano del Yesso |
| VAR                  | Mauro Vigliano        |
| Adicionales VAR      | Cristian Navarro      |
| Adicionales VAR      | Hernán Mastrángelo    |
| Adicionales VAR      | Héctor Paletta        |
| Asesor internacional | Ángel Sánchez         |
| Quality Mánager      | Patricio Polic        |

|                                |
| Bandera de Brasil              |
| Campeón Fluminense 1.er título |